# Andrea Di Paola
Andrea Di Paola (nacido en 1970) es un astrónomo italiano y descubridor de planetas menores.
Trabaja en el Observatorio de Roma y ha estado significativamente involucrado en el proyecto CINEOS (Campo Imperatore Near-Earth Object Survey). El Minor Planet Center le atribuye el codescubrimiento de 11 planetas menores numerados durante 1996-1997, todos realizados en colaboración con el astrónomo italiano Andrea Boattini. 
El asteroide del cinturón principal 27130 Dipaola, descubierto por Andrea Boattini y Maura Tombelli en 1998, lleva su nombre en su honor. La cita del nombre se publicó el 6 de agosto de 2003 ( MPC 49282 ).